# Christine Lagarde
Christine Madeleine Odette Lagarde, född 1 januari 1956 i Paris som Christine Lallouette, är en fransk advokat och politiker som representerar det konservativa partiet Les Républicains. Hon är sedan 1 november 2019 Europeiska centralbankens ordförande. Hon var tidigare direktör (MD) för Internationella valutafonden (IMF) 2011–2019 och finansminister 2007–2011.
Hon var Frankrikes handelsminister åren 2005–2007 och jordbruks- och fiskeminister under 2007. Åren 2007–2011 var hon Frankrikes första kvinnliga finansminister genom tiderna.
Hon studerade vid Université Paris-Nanterre, där hon 1981 avlade juristexamen. Hon har även studerat statsvetenskap upp till masternivå. Hon arbetade sedan som advokat på den topprankade internationella advokatbyrån Baker McKenzie åren 1981–2004. Hon var specialiserad på bland annat konkurrensrätt och arbetsrätt. Åren 1999–2004 var hon ordförande för Baker McKenzie vid huvudkontoret i Chicago i USA.
Den 5 juli 2011 efterträdde hon avsatte Dominique Strauss-Kahn som direktör (MD) för Internationella Valutafonden (IMF). Hon är den första kvinnliga IMF-direktören genom tiderna.
Lagarde rankades som den näst mäktigaste kvinnan (efter Tysklands förbundskansler Angela Merkel) i världen av Forbes 2020.
Hon är flerspråkig och talar franska (modersmål), engelska och spanska flytande.